# Dodecylbenzol
Dodecylbenzol ist eine chemische Verbindung aus der Gruppe der aromatischen Kohlenwasserstoffe bzw. Alkylbenzole.

## Gewinnung und Darstellung
Dodecylbenzol wird in der Petrochemie aus Erdöl gewonnen und kann auch durch Friedel-Crafts-Alkylierung aus Benzol und Halogenalkanen hergestellt werden.

## Eigenschaften
Dodecylbenzol ist eine farblose Flüssigkeit mit aromatischem Geruch. Sie besitzt bei 20 °C eine dynamische Viskosität von 7 mPa·s. Bei starkem Erhitzen zersetzt sich die Verbindung, wobei Kohlenmonoxid, Kohlendioxid sowie reizende Dämpfe und Gase entstehen. Das technische Produkt stellt ein Isomerengemisch dar, wodurch der Siedepunkt und andere physikalische Eigenschaften je nach Zusammensetzung variieren.

## Verwendung
Dodecylbenzol wird für die Herstellung von Wasch- und Reinigungsmitteln (z. B. Natriumdodecylbenzolsulfonat) verwendet. Es wird auch als Transformatorenöl eingesetzt. In Polyvinylchlorid dient die Verbindung als Verdünner zur Herabsetzung der Viskosität des Polymers.